# Jaime Clotet y Fabrés
Jaime Clotet y Fabrés (Manresa, 1822-Gracia, 1898) fue un sacerdote y escritor español, miembro de los Misioneros Hijos del Inmaculado Corazón de María.

## Biografía
Nacido en Manresa en 1822, fue uno de los fundadores de la Misioneros Hijos del Inmaculado Corazón de María (claretianos), congregación de la que llegó a ejercer como subdirector general. Fue autor de varios folletos y libros, entre los que se contaron títulos como Thesaurus missionarii y Catecismo para los sordo-mudos. Biógrafo de Antonio María Claret, falleció el 4 de febrero de 1898 en la casa residencia que tenían en Gracia los claretianos.